# Jumbo (Elefant)

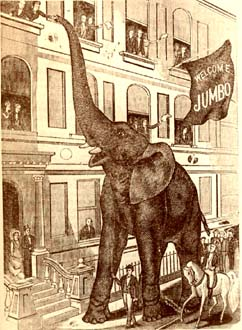
Jumbo; Ankunft in New York, 1882

Jumbo ([d͡ʒʌmbəʊ]; geboren etwa 1860; gestorben am 15. September 1885), genannt der König der Elefanten, war ein afrikanischer Elefantenbulle. Er wurde infolge einer intensiven und bis dahin für ein Zootier beispiellosen Presseberichterstattung als Publikumsmagnet weltberühmt. 1861 gelangte er von Abessinien zunächst nach Paris, dann nach London, wo er von 1865 bis 1882 eine der Hauptattraktionen des Londoner Zoos war. 1882 erwarb ihn der amerikanische Schausteller P. T. Barnum und präsentierte ihn in den folgenden Jahren gewinnbringend in den USA. Jumbo starb 1885 infolge einer Kollision mit einer Lokomotive. Bereits zu Lebzeiten und über seinen Tod hinaus wurde er zur Legende; sein Name ist bis heute weltweit ein Synonym für Größe.

## Hintergrund

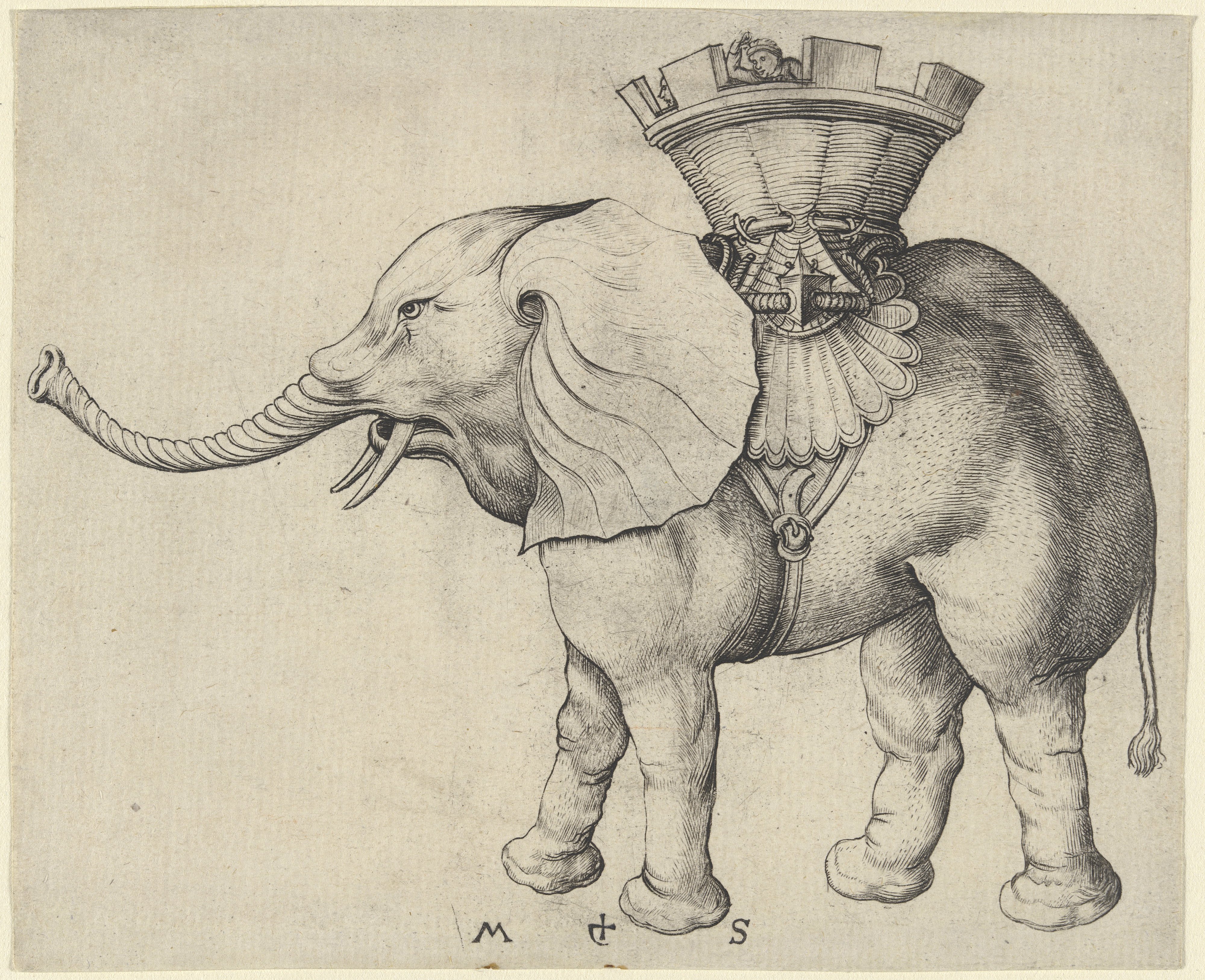
Martin Schongauer: Elefant. Kupferstich, 107 × 146 mm

Elefanten afrikanischer Herkunft findet man in der Geschichte Europas bis ins 19. Jahrhundert äußerst selten. Jumbo war eines der wenigen Exemplare, die seit dem Mittelalter in Europa bis dahin schriftlich belegt werden konnten. So könnte Ludwig IX. von Frankreich 1255 ein Exemplar an Heinrich III. nach London geschickt haben, das bis zu seinem Ableben in der Menagerie im Tower gehalten wurde. Abbildungen aus dem 15. Jahrhundert, wie zum Beispiel ein Kupferstich von Martin Schongauer (1450–1491), zeigen einen Elefanten, der an seinen Ohren als ein afrikanischer identifiziert werden könnte, aber auch eine lediglich größere Variante des gefältelt schlappen Ohrs eines asiatischen Tiers darstellen könnte. Er war ein Geschenk Johanns II. von Portugal an Kaiser Friedrich III. Die zeitgenössischen schriftlichen Quellen sind derart widersprüchlich, dass dieses Tier, das unter anderem auch in der Koelhoffschen Chronik von 1499 auftaucht, Teil einer die deutschsprachigen Lande durchziehenden Herde gewesen sein müsste. Seine diversen Erscheinungen werden unterdessen in der Literatur als Phantome geführt. Ludwig XIV. erhielt 1668, wiederum als ein Geschenk aus Portugal, einen Elefanten vermutlich afrikanischer Herkunft.

## Leben

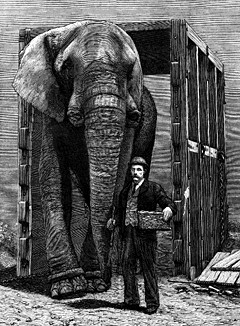
Jumbo und sein Wärter Matthew Scott; London/New York, vor 1885

Bei seiner Gefangennahme 1861 in Abessinien war der Jungelefant ungefähr ein Jahr alt und etwa einen Meter groß. Zusammen mit einem Artgenossen wurde er von dem bayerischen Sammler Johann Schmidt nach Paris vermittelt, wo er im folgenden Jahr in der Ménagerie du Jardin des Plantes untergebracht wurde. 1865, nunmehr 125 Zentimeter hoch, wurde er gegen ein Nashorn des Londoner Zoos eingetauscht, wo er am 26. Juni desselben Jahres eintraf.

### London
In London erhielt Jumbo seinen Namen, der auf Swahili so viel wie „Hallo“ (Jambo) bedeutet, angeblich von seinem Wärter Matthew Scott. Neben dem Flusspferd Obaysch, das seit den 1850er-Jahren die Besucherzahlen steigerte, entwickelte sich Jumbo in den nächsten 16 Jahren zu einer weiteren Attraktion des Londoner Zoos. Er wuchs zu der Größe von vier Metern Höhe heran und ließ zum Vergnügen des Publikums Kinder auf seinem Rücken reiten. Man schätzt, dass er während seines Londoner Aufenthalts über eine Million Kinder herumgetragen hat, darunter auch Winston Churchill und Theodore Roosevelt sowie zahlreiche Sprösslinge europäischer Adelshäuser. Durch sein beachtliches Presseecho wurde Jumbo in Großbritannien überaus populär.

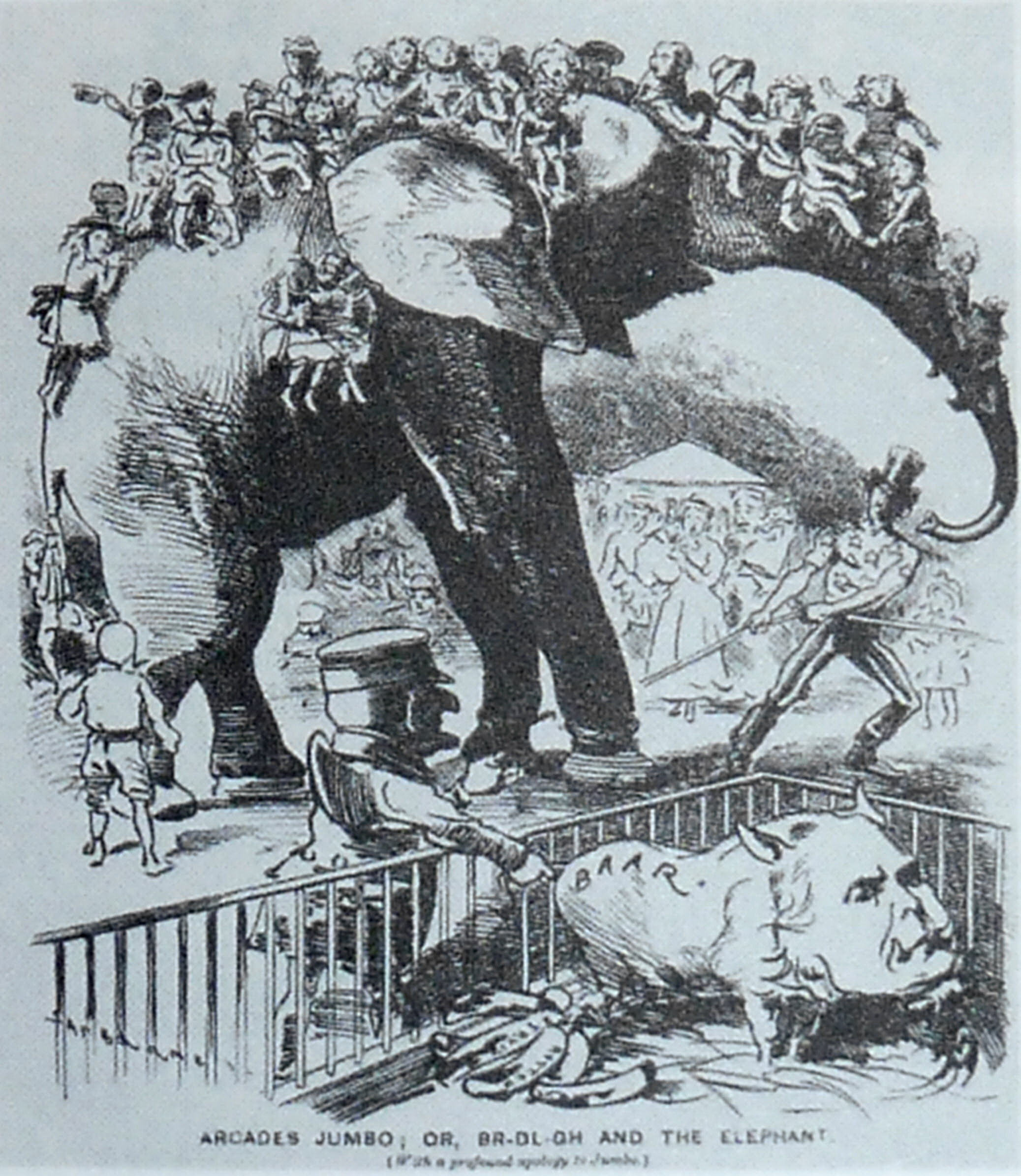
Karikatur, 1882: Mr. Punch schlägt vor, lieber Charles Bradlaugh als Jumbo in die USA zu verschiffen

Mit seiner Geschlechtsreife kam Jumbo regelmäßig in einen Musth genannten und bis lange nach Jumbos Leben noch unerforschten Zustand, in dem die sonst friedlichen Bullen unberechenbar und sogar bösartig werden können. Jumbo zertrümmerte dann seinen Stall und ließ niemanden an sich heran, außer seinen Wärter Scott; auch die ihm zugesellte Elefantendame Alice weckte sein Interesse nicht im Geringsten. Man hielt es deshalb für zu gefährlich, weiterhin Kinder auf ihm reiten zu lassen; die Direktion setzte durch, ihn notfalls erschießen lassen zu dürfen.
Zu diesem Zeitpunkt machte der amerikanische Zirkusdirektor P. T. Barnum der Direktion des Londoner Zoos für Jumbo ein Angebot von 10.000 US-Dollar, einer damals enormen Summe, das umgehend akzeptiert wurde. Eine entsprechende Meldung in der britischen Tageszeitung The Times vom 25. Januar 1882 blieb zunächst ohne großes Echo. Als jedoch am 27. Februar 1882 Barnums Männer in London eintrafen, um den Elefanten zu verschiffen, und die Presse darüber berichtete, entrüstete sich diesmal die britische Nation, dass man ihren „Liebling der Nation“ nach Amerika verkauft hatte. Bekannte Persönlichkeiten des öffentlichen Lebens, unter ihnen zum Beispiel John Ruskin, strengten einen Prozess an, in dem die Rechtmäßigkeit des Handels überprüft werden sollte, den Barnum jedoch gewann.
Allerdings kam es zu einer weiteren Verzögerung des Transports nach Amerika:

„Als der Elephant behufs Einschiffung nach Amerika aus dem zoologischen Garten weggeführt werden sollte, weigerte er sich auf's entschiedenste, den zu seiner Aufnahme bestimmten großen, starken, hölzernen Käfig zu betreten, legte sich flach auf den Boden, trampelte und brüllte in wahrhaft herzergreifender Weise und gab in jeder Weise seine Unwilligkeit, sich von seinen Gefährten und seinem langjährigen Aufenthaltsort zu trennen, zu erkennen, wobei ihm die dicken Thränen aus den Augen liefen. Die übrigen Elephanten, welche das Geschrei ihres Gefährten hörten, waren ebenfalls sehr unruhig, und so mußte denn „Jumbo“ endlich wieder in sein Haus zurückgeführt werden. Ein weiterer Versuch, den Koloß zum Verlassen seines Hauses zu bewegen, fiel nicht weniger unglücklich aus als der erste […].“

Aufgrund dieses Vorfalls wurde der Vorschlag gemacht, Jumbo „von Herrn Barnum zurückzukaufen und ihn so dem Londoner zoologischen Garten zu erhalten“.

### Amerika

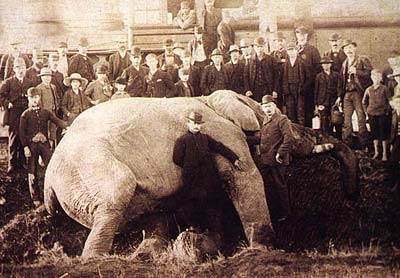
Jumbo nach seinem Zusammenstoß mit der Lokomotive am 15. September 1885 in St. Thomas (Ontario)

Am 24. März 1882 wurde Jumbo auf der Assyrian Monarch nach New York verschifft. In Begleitung von Matthew Scott betrat er am 9. April 1882 amerikanischen Boden und wurde mit einer Blaskapelle abgeholt. Eine Zirkusparade geleitete ihn den Broadway hinauf zum Madison Square Garden.
Der Zirkusdirektor Barnum hatte einen Elefanten erworben, der keinerlei Kunststücke beherrschte. Denn afrikanische Elefanten sind, im Gegensatz zu den asiatischen, kaum erziehbar. Gleichwohl gelang es Barnum, lediglich mit der Präsentation des riesigen Tiers, im Laufe einer dreijährigen Tournee als Wandermenagerie durch die USA und Kanada etwa neun Millionen Menschen anzulocken.
Diese Tournee mit der Sangers Royal British Menagerie and Grand International Alliede Shows – Barnum, Bailey and Hutchinson verschlang insbesondere durch Transportkosten eine fünfstellige Dollarsumme. Barnum ließ Jumbo zusammen mit einem Zwergelefanten namens Tom Thumb in einem eigens konstruierten „Palast-Wagen“ reisen. Da Barnum sich das Bestaunen des Riesentiers gut bezahlen ließ, ebenso den Ritt der Kinder, erzielte er mit Jumbo innerhalb von drei Jahren einen Gewinn von einer halben Million Dollar.
Am 15. September 1885 wurde Jumbo auf dem Bahnhof von St. Thomas (Ontario), offenbar bedingt durch einen Weichenfehler, bei einer Umladeaktion von der Lokomotive eines herannahenden Güterzuges erfasst. Die Lokomotive und zwei weitere Wagen entgleisten; der Lokomotivführer und Jumbo kamen ums Leben.

## Nachleben
Barnum ließ das Tier präparieren. Das Skelett schenkte er dem American Museum of Natural History in New York. Sodann erwarb er über seinen Londoner Agenten die Elefantenkuh Alice, die von dem Bullen in London ignoriert worden war. Er ließ sie in einer Wandershow zusammen mit dem ausgestopften Jumbo als „trauernde Witwe“ posieren. Er stiftete dem Tufts College in Medford, Massachusetts, das Barnum Museum of Natural History, genannt Barnum Hall, in dem Jumbo ab 1889 dauerhaft aufgestellt blieb und zum Maskottchen der Studenten wurde. Am 14. April 1975 brach in der Barnum Hall ein Feuer aus, in dem die Sammlung mit dem Präparat verbrannte; übrig blieb ein Stück von Jumbos Schwanz, das bis heute im Tufts College verwahrt wird.

## Rezeption
Ein bis dahin beispielloser Presserummel, sowohl in Großbritannien als auch insbesondere von Barnum in den USA inszeniert, machte Jumbo zum giant pet of two nations („Riesen-Heimtier zweier Nationen“) und bildete bereits zu seinen Lebzeiten zahlreiche Legenden aus. Durch Barnums eigene Veröffentlichungen, die wiederum weitere Darstellungen inspirierten, und nicht zuletzt durch Jumbos Präsenz im World Wide Web im 21. Jahrhundert – ähnlich derjenigen der Zirkuselefanten Topsy (gest. 1903) oder Mary (gest. 1916) – sind Ursprung und Veränderung der in verschiedenen Varianten kursierenden Geschichten einer Überprüfung weitestgehend entzogen.

### Legenden
Der Verkauf Jumbos 1882 sei, so wird berichtet, angesichts der nationalen Entrüstung von der Direktion des Londoner Zoos heruntergespielt worden. Sie habe verlauten lassen, man habe den Scheck mit der hohen Summe für einen Scherz gehalten. Belegt ist allerdings ein Spottgedicht, in dem nahegelegt wurde, man möge lieber den Premierminister verkaufen als Jumbo. Kinder hätten für den Rückkauf des Elefanten Geld gesammelt.
Bei seiner Abreise nach New York hätten begeisterte Jumbo-Anhänger ihm neben allerlei Obst- und Kuchenkörbchen mit Champagner als Proviant auch Whiskyfässchen auf das Schiff mitgegeben, da Jumbo angeblich täglich einen Eimer Bier, bei Erkältung auch eine Gallone Whisky getrunken habe.
Das Zugunglück, das zu seinem Tod führte, beruhe darauf, dass Jumbo einem herannahenden Güterzug nicht schnell genug hätte ausweichen können. Beim Umladen hätten ihn Bretterwände behindert, die ihn für das Manöver lenken sollten. Dies sei von den Anwesenden anschließend um mehrere Versionen bereichert worden. Der Stationsvorsteher in St. Thomas habe angegeben, dass er dem Verladen des Tiers zugeschaut und das Umstellen der Weiche vergessen habe.
Barnum ließ in der Presse verbreiten, Jumbo habe seinen Freund, den kleinen Elefanten Tom Thumb, der unvorsichtigerweise auf die Gleise gelaufen sei, vor dem Zug gerettet, indem er ihn in letzter Sekunde von den Schienen geschubst und dabei selbst den Tod gefunden habe; Jumbo habe nach der Kollision noch gelebt und mit einem letzten Seufzer seinen Wärter mit dem Rüssel umarmt.
Bei dem Bankett anlässlich der Übergabe des Skeletts in New York habe man ein Gelee kredenzt, das laut Barnum mit zerriebenem Jumbo-Stoßzahn zubereitet worden war; die anwesenden Gäste hätten jeweils ein kleines Plättchen der Stoßzähne mit nach Hause nehmen dürfen. Das British Museum reklamiert in seiner Sammlung eines dieser Souvenirs.

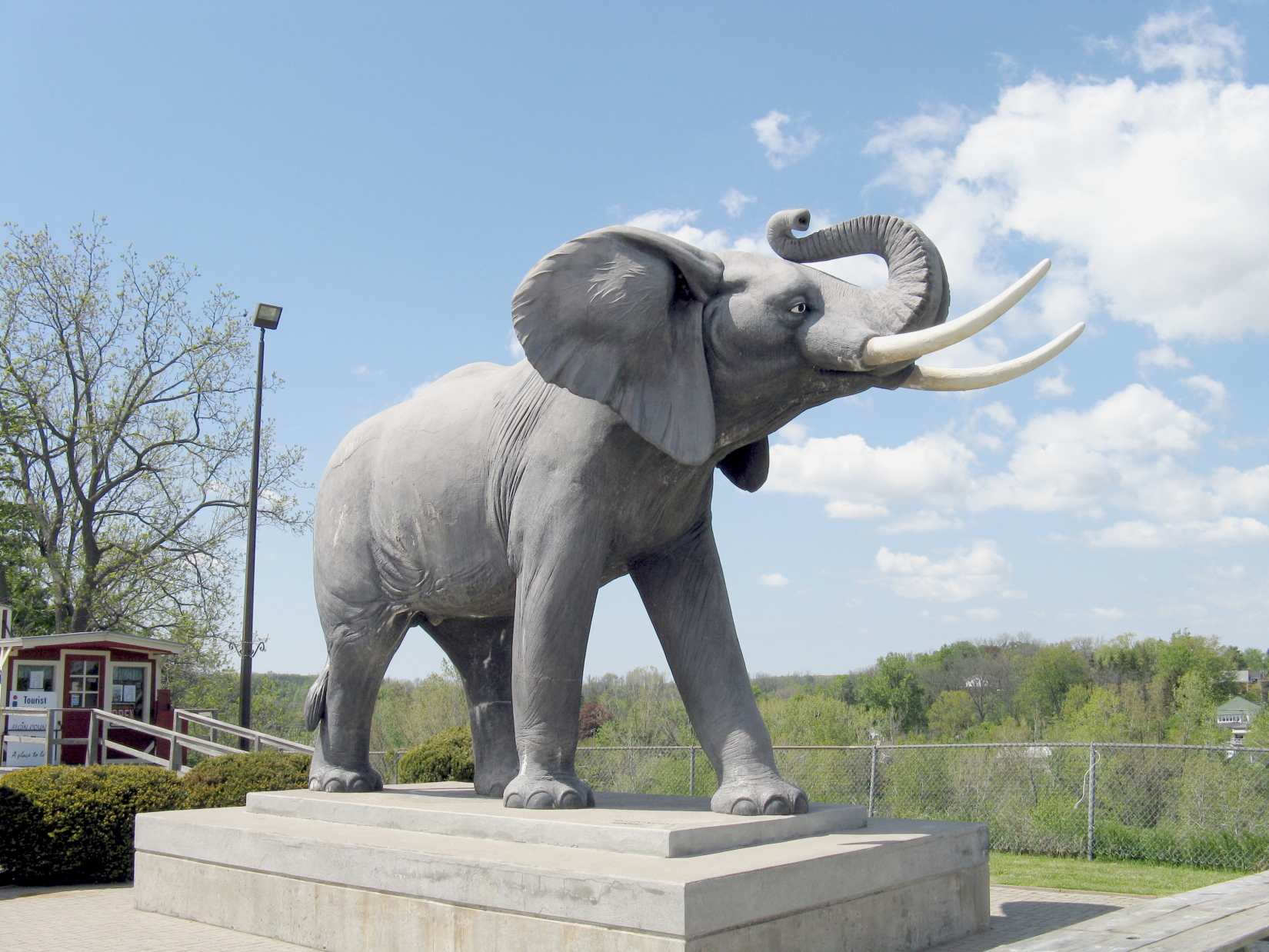
Denkmal in St. Thomas, Ontario, 1985

### Ruhm
Jumbo, giant pet of two nations, so heißt es, „hat sich wie der Popanz Abul Abaz mehr als tausend Jahre vor ihm, unsterblich gemacht: Sein Name steht im täglichen Sprachgebrauch nicht nur für Elefant schlechthin, sondern für alles außerordentlich Große und dennoch Sympathische.“
Mit einem Zeichentrickfilm verlieh Walt Disney dem König der Elefanten 1941 Flügel: Jumbo stieg kraft seiner großen Ohren als Dumbo auf in den Himmel. Seit 1969 hat sich für die Boeing 747, ein US-amerikanisches Großraumflugzeug, im Alltag auch international die Bezeichnung Jumbo-Jet durchgesetzt. Walter Höllerer befand 1979, die USA hätten mit Jumbo „endlich ein Lebewesen groß genug für dieses Land“.